# Coësmes
Coësmes é uma comuna francesa na região administrativa da Bretanha, no departamento Ille-et-Vilaine. Estende-se por uma área de 23,43 km². Em 2010 a comuna tinha 1 501 habitantes (densidade: 64,1 hab./km²).